# Gunnar Svensson
Gunnar Torsten Svensson (* 3. Februar 1920 in Boden; † 18. August 1995 in Sundbyberg) war ein schwedischer Jazz-Musiker (Piano, Gesang), Komiker und Filmkomponist.

## Leben und Wirken
Svensson kam 1941 nach Stockholm; Anfang der 1950er Jahre spielte er in der Band von Arne Domnérus, ferner mit Rita Reys, Lars Gullin und Simon Brehm („’Deed I Do“, 1953). Er arbeitete auch mit eigenen Formationen, darunter eine Bigband, ein Salonorchester und mehrere kleine Ensembles. 1958 nahm er mit Monica Zetterlund auf (Swedish Sensation). Ab Anfang der 1960er Jahre arbeitete er mit dem Komiker Hans Alfredson (Hasseåtage) und betätigte sich als Fernseh- und Filmkomponist, u. a. für mehrere Filme von Tage Danielsson, wie I huvet på en gammal gubbe (1968) und die Komödie Die Abenteuer des Herrn Picasso (Picassos äventyr) (1978). Unter dem Pseudonym Helmer Bryd, eines fiktionalen Jazzsängers, Pianisten und Leiters des Eminent Five Quartet, trat er in einer Satire-Reihe Mosebacke Monarki von Sveriges Radio auf. Gunnar Svensson war der Großonkel von Esbjörn Svensson.

## Diskographische Hinweise
- Hans Alfredson / Tage Danielsson / Gunnar Svensson – 88 Öres-Revyn Från Skeppet (Svenska Ljud, 1970)
- Helmer Bryd – Radio Mosebacke Proudly Presents: Helmer Bryd Live In Studio B (Svenska Ljud, 1983)